# Земляные горлицы-метропелиа
Земляные горлицы-метропелиа (лат. Metriopelia) — род птиц семейства голубиных.
Распространены на западе Южной Америки, в Андах.

## Виды
Род включает 4 вида:
- Metriopelia aymara — Аймарская земляная горлица
- Metriopelia ceciliae — Очковая земляная горлица
- Metriopelia melanoptera — Чернокрылая земляная горлица
- Metriopelia morenoi — Земляная горлица Морено